# Łysina (Pieniny)
Łysina (792 m) – skalisty wierzchołek w Masywie Trzech Koron w Pieninach Właściwych. Od Trzech Koron oddzielony jest przełęczą Wyżny Łazek (695 m). Północne zbocza Łysiny opadają do tzw. Szerokiej Doliny. Są w nich skały zwane Pieckami. Wraz z Klejową Górą Łysina tworzy skalisty grzbiet, od strony Dunajca podcięty urwistymi, niemal pionowymi ścianami. Wcinający się w nie Dunajec opływa je z trzech stron, tworząc w tym miejscu największe zakole Przełomu Dunajca. Górna część tych skał to Facimiech, w dole są skały Ostra Skała i Grabczychy (Wyżnia Grabczycha i Niżnia Grabczycha). Łysina wraz z Klejową Górą wchodzą w skład tzw. grupy Łysiny. Przez niektórych topografów nazwa Facimiech przenoszona jest na Łysinę.
Poza urwistą południowo-wschodnią ścianą jest całkowicie porośnięta lasem, a na jej południowo-zachodnich zboczach rośnie typowy las jodłowy, z potężnymi jodłami liczącymi sobie ok. 150 lat. Wielką atrakcją przyrodniczą są jedne z ostatnich w Polsce stanowisk jałowca sabińskiego występującego na stromej południowo-wschodniej wapiennej ścianie.
Łysina znajduje się w Pienińskim Parku Narodowym w granicach wsi Sromowce Niżne, w województwie małopolskim, w powiecie nowotarskim, w gminie Czorsztyn i nie jest udostępniona turystycznie.